# São Miguel Arcanjo na Igreja Católica

Vitória de São Miguel Arcanjo pelo ilustre pintor renascentista Rafael Sanzio, 1504-1505 d.C

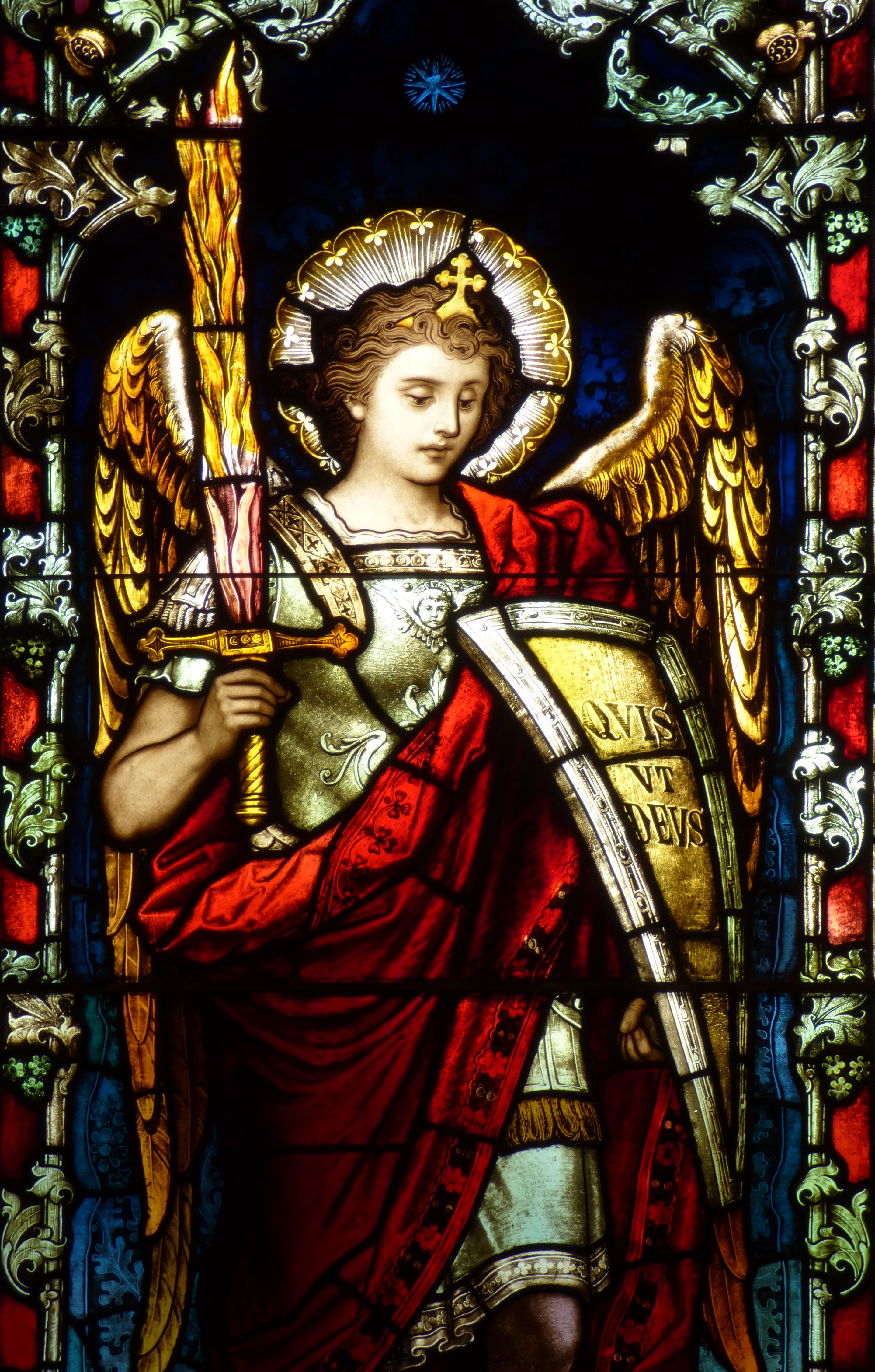
São Miguel Arcanjo em uma vitral de Franz Mayer de Munique. no seu escudo está escrito "Quis ut Deus?" Que quer dizer "Quem Como Deus?" O Título "Quem como Deus?" está em seu escudo. Que significa Mi=Quem, Kha=Como, El=Deus. Mikhael=Miguel

São Miguel o Arcanjo aparece tanto no Antigo Testamento em Daniel 10:13, 10:21, 12:1, Josué 5:13-15, 2 Reis 19:35 e Êxodo 23:20-23 também no novo testamento na epistola de Judas 1:9 e Apocalipse de João 4:5, 8:6, 12:7 e 16:1 e faz parte dos ensinamentos dos cristãos desde dos primeiros anos da igreja. Nos escritos de teólogos,Angeologos e Pais (Padres) da igreja e nas tradições católicas, ele sempre atua como o defensor da Igreja Católica Apostólica Romana e sempre sendo o oponente direto de Satanás. Como Apocalipse 12:7, Judas 1:9 e outras passagens fica claro a sua briga eterna com o mau. Ele também segundo a tradição leva as almas das pessoas para o céus quando morrem, e pesa as almas.
A Famosa oração " Oração de São Miguel o Arcanjo " muito rezada pelos devotos e quem procura auxílio foi criada pelo Papa Leão XIII em 1886 e foi muito recomendada pelo Papa João Paulo II em 1994.